# Selenophorus vigilans
Selenophorus vigilans är en skalbaggsart som beskrevs av Thomas Casey. Selenophorus vigilans ingår i släktet Selenophorus och familjen jordlöpare. Inga underarter finns listade i Catalogue of Life.